# Bob Woodward
Robert Upshur Woodward, detto Bob (Geneva, 26 marzo 1943), è un giornalista e saggista statunitense, iniziò la sua carriera lavorando al Washington Post, importante quotidiano americano a diffusione nazionale, del quale divenne una firma di punta, e dove oggi occupa la carica di redattore associato. È assurto alla ribalta nazionale ancora molto giovane per i suoi reportage sullo scandalo Watergate, scritti assieme al collega Carl Bernstein.

## Biografia
Giovane reporter per la Washington Post, nel 1972 Woodward collaborò assieme al collega Carl Bernstein: i due riportarono molte notizie sullo scandalo Watergate, che portarono a numerose inchieste parlamentari e spinsero infine il presidente Richard Nixon alle dimissioni nell'agosto 1974. Il lavoro - diventato leggendario anche grazie al film Tutti gli uomini del Presidente, diretto da Alan J. Pakula, con Woodward interpretato da Robert Redford - costituì il maggiore successo della sua carriera.
Woodward ha continuato a lavorare per il Washington Post anche dopo il celebre caso Watergate. Ha scritto 21 libri sulla politica americana e altri fatti di attualità, 13 dei quali entrati nelle classifiche dei bestseller: il primo è il celebre Tutti gli uomini del presidente, scritto insieme a Carl Bernstein, e riguardante la loro inchiesta sul caso Watergate.
Ha vinto pressoché ogni premio giornalistico americano e - pur non vincendolo mai individualmente - ha contribuito a far assegnare al Washington Post due Premi Pulitzer: nel 1973, con l'inchiesta scritta insieme a Carl Bernstein sullo scandalo Watergate (Premio Pulitzer per il Pubblico Servizio del 1973); nel 2001, da principale reporter per il Washington Post durante gli attacchi dell'11 settembre del 2001 (Premio Pulitzer per l'Inchiesta Nazionale del 2002).
Bob Woodward e il suo collega Brian Duffy hanno reso pubblico che un'inchiesta del Dipartimento di Giustizia degli Stati Uniti sulle attività di finanziamento aveva scoperto che alcuni agenti del governo cinese avrebbero tentato di dirigere alcuni contributi provenienti dall'estero verso il comitato elettorale democratico prima delle elezioni del 1996 (Chinagate).
Nel 2008 una crisi aziendale porta il Post a pensionare Woodward, 65 anni, con la qualifica di "assistente direttore"; comunque non vi scriveva più da tempo, preferendo dedicarsi ai libri d'inchiesta. Fa parte di questa sua produzione Chi tocca muore (titolo originale Wired, 1984), dossier dettagliato e preciso sugli ultimi anni di vita dell'attore statunitense John Belushi.
Nel settembre del 2018 Bob Woodward è al centro delle attenzioni mediatiche a causa dell'uscita (il giorno 11 settembre) del suo libro Fear: Trump in the White House, in cui raccoglie informazioni su ciò che avviene fra le mura della Casa Bianca, e rivolge aspre critiche al Presidente degli Stati Uniti in carica, Donald Trump (definendolo "un folle") e alla sua amministrazione (definendola "una gabbia di matti").

## Opere
- Carl Bernstein-B. Woodward, L'affare Watergate. Il libro dei due cronisti del "Washington Post" che hanno fatto scoppiare il più clamoroso scandalo politico del secolo (All the President's Men, 1974), Prefazione di Alberto Ronchey, Milano, Garzanti, 1974. - col titolo Tutti gli uomini del Presidente. Lo scandalo Watergate e la caduta di Nixon, Res Gestae, 2012, ISBN 978-88-669-7015-6.
- I giorni della fine. Le ore disperate della caduta di un Presidente (The Final Days, 1976), Milano, Garzanti, 1977.
- B. Woodward-Scott Armstrong, The Brethren: Inside the Supreme Court, New York, Simon & Schuster, 1979.
- Chi tocca muore. La breve delirante vita di John Belushi (Wired: The Short Life and Fast Times of John Belushi, 1984), traduzione di R. Bernascone, Milano, Frassinelli, 1985, ISBN 978-88-768-4032-6. - Sperling & Kupfer, Milano, 1990, ISBN 978-88-782-4032-2; col titolo John Belushi, Frassinelli, 2006.
- VEIL: le Guerre Segrete della CIA [1981-1987] (Veil: The Secret Wars of the CIA, 1987), Collana Saggi, Milano, Sperling & Kupfer, 1988, ISBN 978-88-200-0731-7.
- I comandanti (The Commanders, 1991), Milano, Sperling & Kupfer, 1991.
- La Casa Bianca dei Clinton. Rapporto confidenziale su una presidenza (The Agenda: Inside the Clinton White House, 1994), Milano, Sperling & Kupfer, 1994, ISBN 978-88-200-1927-3.
- The Choice: How Bill Clinton Won, New York, Simon & Schuster, 1996.
- Shadow: Five Presidents and the Legacy of Watergate, New York, Simon & Schuster, 1999, ISBN 0-684-85262-4.
- Maestro. Greenspan's Fed and the American Boom, New York, Simon & Schuster, 2000.
- La guerra di Bush (Bush at War, 2002), traduzione di A. Colitto, Collana Saggi, Milano, Sperling & Kupfer, 2003, ISBN 978-88-200-3486-3.
- Piano d'attacco (Plan of Attack, 2004), traduzione di C. Ferri e V. Galassi, Collana Saggi, Milano, Sperling & Kupfer, 2004, ISBN 978-88-200-3730-7.
- La talpa del Watergate. Finalmente le rivelazioni di Gola Profonda (The Secret Man. The Story of Watergate's Deep Throat, 2007), traduzione di C. Ferri e A. Plazzi, Con un intervento di Carl Bernstein, Collana Saggi, Milano, Sperling & Kupfer, 2005, ISBN 978-88-200-4005-5.
- Le verità negate (State of Denial: Bush at War, Part III, 2006), traduzione di D. Fasic, A. Plazzi e C. Volpi, Collana Saggi, Milano, Sperling & Kupfer, 2007, ISBN 978-88-200-4297-4.
- The War Within: A Secret White House History (2006–2008), New York, Simon & Schuster, 2008, ISBN 1-4165-5897-7.
- Obama's Wars, New York, Simon & Schuster, 2010, ISBN 978-143917249-0.
- The Price of Politics, New York, Simon & Schuster, 2012, ISBN 978-145165111-9.
- The Last of the President's Men, New York, Simon & Schuster, 2015, ISBN 978-150111644-5.
- Paura. Trump alla Casa Bianca (Fear: Trump in the White House), traduzione di Irene Annoni, Elena Cantoni e Rachele Salerno, Collana Saggi, Milano, Solferino, 2018, ISBN 978-88-282-0101-4.
- Rage, New York, Simon & Schuster, 2020, ISBN 978-1-9821-3173-9.
- Bob Woodward e Robert Costa, Pericolo (Peril, 2021), traduzione di Elena Cantoni e Rachele Salerno, Collana Saggi, Milano, Solferino, 2022, ISBN 978-88-282-0836-5.
- War. Al centro dei conflitti, al cuore del potere (War, 2024), traduzione di Vincenzo Perna, Sara Puggioni e Federica Tuzzi, Milano, Solferino, 2024, ISBN 978-88-282-1592-9.